# 리천샹
리천샹(중국어 정체자: 李辰翔, 병음: Lî Chénxiáng, 한자음: 이진상, Spark Lee, 1월 11일 ~ )은 대만의 배우이다.

## 방송
- 무죄추정
- 곤석애정고사

## 영화
- 1895
- 행복도시